# Sale (Tracia)
Sale (en griego, Σάλη) es el nombre de una antigua ciudad griega de Tracia.
Es citada por Heródoto como una ciudad cuyos habitantes procedían de Samotracia y fue —junto a Zona—  una de las ciudades próximas al promontorio Serreo (actual cabo Makri) en cuyas playas las naves del ejército persa de Jerjes arribaron para que sus dotaciones pudieran descansar mientras en Dorisco se procedía a un recuento del ejército. Esto ocurrió al inicio de la expedición del año 480 a. C. contra Grecia.
La ciudad debió pertenecer a la liga de Delos puesto que aparece en una lista de tributos a Atenas del año 422/1 a. C.
Se ha sugerido que su emplazamiento debió estar en el lugar de la moderna población de Makri. 